# آرکانجلو کورلی
آرکانجلو کورلی (به ایتالیایی: Arcangelo Corelli) آهنگساز و نوازندهٔ ویولن ایتالیایی بود. در ۱۷ فوریهٔ ۱۶۵۳ در فوزینیانو زاده شد و در ۸ ژانویهٔ ۱۷۱۳ در رم درگذشت. معروفیتش بیشتر به‌خاطر تأثیر بسزایی‌ست که بر پیشرفت سبک ویولن نهاد. او چندین سونات و ۱۲ کنسرتو گروسو نوشته‌است.

## زندگی
مادر کورلی، سانتا رافینی، که پنج هفته قبل از تولد وی بیوه شده بود، بعد از فوت پدرش نام وی را آرکانجلو نهاد. اطلاعات مستندی از سال‌های نخستین آموزش وی در دسترس نیست. تصور بر این است که نخستین هنرآموز وی کشیش سنت ساوینو، دهکده‌ای در حومه فوزینیانو بوده‌است. او سپس به مدرسه فینزا و لوگو، جایی که اصول ابتدایی تئوری موسیقی را آموخت، رفت.
کورلی به‌عنوان معلم، بعضی از برجسته‌ترین موسیقی‌دانان زمان خود را راهنمایی می‌کرد و پایه‌های تکنیک مدرن را در ویلن‌زنی مستقر کرد. او یکی از اولین کسانی بود که کشیدن آرشه روی دو یا چند سیم در سازهای زهی و آکوردهای ویلن را نوشت. کورلی در مقایسه با آهنگسازان عصر خود یکی از نوادری بود که توانست ۶۰ سونات و ۱۲ کنچرتو تماماً در سازهای زهی خلق کند. شخصیت او آرام و خونسرد توصیف شده‌است. اما وقتی مشغول نواختن بود به‌نظر می‌رسید تغییر حالت می‌دهد. بر اساس یک گزارش از معاصران او "هنگامی که ویلن می‌نواخت برگشتن قیافه او از حالت طبیعی امری عادی بود، چشمانش به سرخی آتش می‌شد، کره‌های چشمش طوری می‌چرخید که گویی در رنج و عذاب است."
منبع: چهره‌های برتر موسیقی جهان در چهارقرن گذشته ۱۶۰۰ - ۱۹۹۰

## برخی از آثار
- اپوس ۱: ۱۲ سونات کلیسایی
- اپوس ۲: ۱۲ سونات مجلسی
- اپوس ۳: ۱۲ سونات کلیسایی
- اپوس ۴: ۱۲ سونات مجلسی
- اپوس ۵: ۱۲ سونات برای ویلن و باس کُنتینو
- اپوس ۶: ۱۲ کنسرتو گروسو

## شنیدن آثار
- youtube
- deezer